# Nova TV
Nova TV (scris uneori și НТВ, Nova Television, NTV sau simplu NOVA) este o rețea de televiziune din Bulgaria, creată în iulie 1994.